# 新堀江

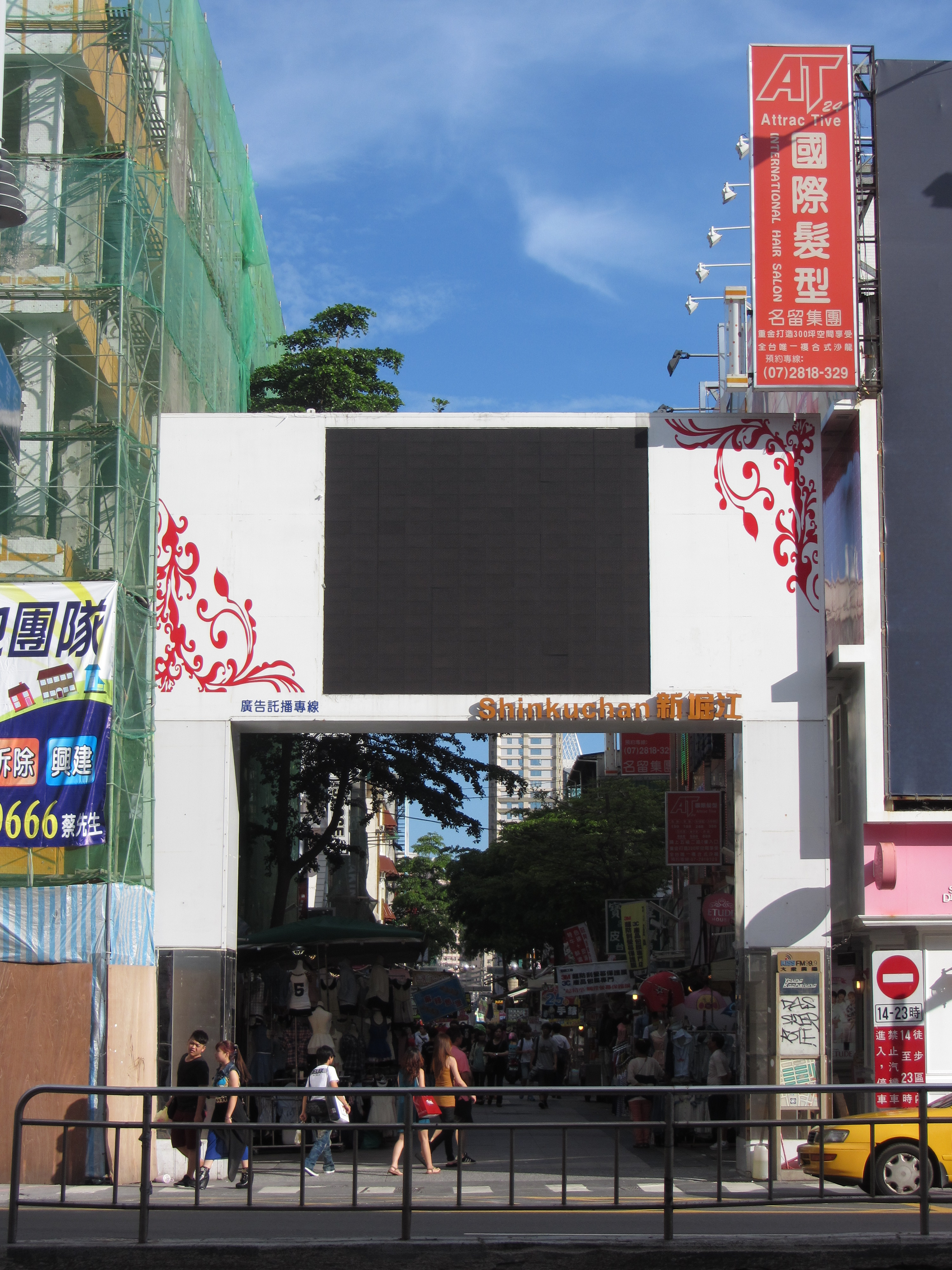
新堀江

新堀江（しんほりえ）は、台湾高雄市新興区に位置する商業地区。高雄の若者の流行発信地。

## 概要
高雄市の中心が東に移ったことにより、1980年代に形成された商業地である。名称は、かつて商業地として栄えた堀江に由来する。若者向けの店が密集するエリアで、別名は「高雄の西門町」「高雄の原宿」。最寄り駅は高雄メトロ（地下鉄）紅線の中央公園駅。

## 交通アクセス
- 高雄メトロ（地下鉄）紅線中央公園駅(最寄り駅）
- 高雄市バス
  - 25
  - 50(五福幹線)
  - 52A
  - 52B
  - 52区
  - 69A
  - 69B
  - 72A
  - 72B
  - 77
  - 8001